# 布康卡雷
布康卡雷（法語：Boucan-Carré，發音：[bukɑ̃ kaʁe]）是海地中央省米尔巴莱区的市镇，总面积353.63平方千米，2015年人口56028。